# Elizardo Ramírez
Elizardo Ramírez de Palma (nacido el 28 de enero de 1983 en Villa Mella) es un lanzador de Grandes Ligas que se encuentra actualmente en la organización de los Rangers de Texas. 
Ramírez es una típica lanzador sutil, con una recta promedio que arroja en cualquier lugar entre 88-92 MPH. También lanza una bola curva promedio y un cambio promedio.

## Carrera
Después de firmar como amateur en 1999 con los Filis de Filadelfia, Ramírez jugó con los Dominican Summer Phillies (2000), Gulf Coast League Phillies (2002), y Clearwater Threshers (2003).
Ramírez fue adquirido por los Rojos de Cincinnati el 11 de agosto de 2004, como el jugador a ser nombrado más tarde en un canje anterior que involucraba al lanzador abridor Cory Lidle. Ramírez pasó la temporada con tres equipos: Clearwater Threshers, Reading Phillies, y Chattanooga
Lookouts antes de hacer su debut en Grandes Ligas con los Filis de Filadelfia.
En 2005, Ramírez dividió su tiempo entre el equipo Triple-A, Louisville Bats, y en las mayores con los Rojos de Cincinnati.
En 2006, Ramírez hizo una apertura con los Dayton Dragons, mientras que los Rojos estaban en la pausa del Juego de Estrellas e inició algunos juegos a principios de la temporada para los Louisville Bats, antes de ser llamado por los Rojos de Cincinnati. El 2 de agosto, Ramírez tuvo una efectividad de 4.22 al mismo tiempo que era el tercer lanzador abridor más consistente de los Rojos. Lo que siguió fue una de las debacles más infame del mánager Jerry Narron hasta la fecha. El 12 de agosto, los Rojos estaban en entradas extras con los Filis cuando Narron utilizó a Ramírez como relevo. Lanzó 1.3 inning y cargó con la derrota cuando Narron pidió boleto intencional para el propenso a poncharse Ryan Howard para llenar las bases sin out y mover la carrera de la victoria a la tercera base. Aun así, al día siguiente, Ramírez todavía hizo su salida regular, lanzando 1.1 entradas y permitiendo cinco carreras limpias. Su temporada terminó en la lista de lesionados.
En 2007, Ramírez hizo tres aperturas en cuatro partidos con los Rojos y se convirtió en agente libre tras la temporada.
Después de firmar con los Rangers de Texas durante la temporada baja, Ramírez comenzó el 2008 con el equipo Triple-A, Oklahoma Redhawks, antes de ser llamado a filas el 4 de junio. En su debut en la temporada, ese mismo día, Ramírez permitió ocho carreras en 2 entradas y dos tercios como relevista. Fue designado para asignación el 8 de junio.
El 1 de enero de 2009, Ramírez volvió a firmar un contrato de ligas menores con los Rangers de Texas.